# Manfred Gotta
Manfred Gotta (* 24. August 1947 in Nieder-Roden, Hessen) ist ein deutscher Unternehmer und Werbetexter mit dem Spezialgebiet „Entwicklung von Markennamen“, vor allem im Automobilbereich.

## Karriere
Der Kaufmannssohn besuchte zunächst das Gymnasium, wurde aber später auf das Internat Pädagogium Baden-Baden geschickt. Statt sich nach dem Abitur, wie eigentlich von der Familie gedacht, im Büro seines Onkels zum Steuerberater ausbilden zu lassen, begann Gotta das Studium der Betriebswirtschaftslehre an der Johann Wolfgang Goethe-Universität in Frankfurt am Main. Allerdings brach er das Studium ab und arbeitete jahrelang als Tankwart und Briefträger. Mit fast vierzig war er Aushilfe in einer Frankfurter Werbeagentur.
Hier sammelte er erste Erfahrungen in der Entwicklung von Markennamen, erfand den Namen Katzenschmaus und machte sich schließlich 1986 als Namensentwickler selbständig und gründete das Institut für Markennamenentwicklung, später die Gotta GmbH mit Sitz in Baden-Baden. Seit 2005 firmiert das Unternehmen als Personengesellschaft Gotta ® Brands mit Sitz im Schwarzwalddorf Forbach-Hundsbach.
Heute gilt Gotta als „Guru“ unter den deutschen Werbetextern. Er erfand beispielsweise Markennamen wie Megaperls (von Henkel), Xetra, Congstar, Twingo, Smart, Panamera, Vectra, Calibra,  den Firmennamen Evonik Industries für die frühere RAG-Holding sowie Targobank (ehemals Citibank). Für den Europa-Park erfand er unter anderem die Namen Quipse und Rulantica.

## Sonstige Tätigkeiten
Gotta ist ehrenamtliches Jurymitglied bei „Top 100“, einer Auszeichnung für die innovativsten Unternehmen im deutschen Mittelstand.